# 1783 Albitskij
1783 Albitskij è un asteroide della fascia principale del diametro medio di circa 21,36 km. Scoperto nel 1935, presenta un'orbita caratterizzata da un semiasse maggiore pari a 2,6605545 UA e da un'eccentricità di 0,1351443, inclinata di 11,51336° rispetto all'eclittica.
Fa parte della famiglia di asteroidi Adeona.
L'asteroide è dedicato all'astronomo russo Vladimir Aleksandrovič Al'bickij.